# Engel (single)
Engel is de eerste single van Rammsteins tweede album Sehnsucht. De single kwam uit op 1 april 1997.
De video voor Engel lijkt op een scène uit de film From Dusk Till Dawn.
De vrouwelijke achtergrondzang in het nummer is gezongen door Christiane "Bobolina" Herbold van de Duitse popband Bobo in White Wooden Houses.

## Nummers
1. "Engel"
2. "Sehnsucht"
3. "Rammstein" (Eskimos & Egypt Radio Edit)
4. "Rammstein" (Eskimos & Egypt Instrumentaal)
5. "Rammstein" (Origineel)

## Live
Als Rammstein het nummer Engel live speelt tijdens concerten zingt Bobolina vanuit een brandende kooi.

## NPO Radio 2 Top 2000
| Nummer met noteringen in de NPO Radio 2 Top 2000 | '19 | '20 | '21 | '22 | '23 | '24 |
| ------------------------------------------------ | --- | --- | --- | --- | --- | --- |
| Engel                                            | 422 | 376 | 292 | 196 | 234 | 237 |

1. ↑  Een vetgedrukt getal geeft de hoogste notering aan.
2. ↑  2019 was het eerste jaar met een notering voor dit nummer.